# Homer (Lokve)
Homer falu Horvátországban, Tengermellék-Hegyvidék megyében. Közigazgatásilag Lokvéhoz tartozik.

## Fekvése
Fiume központjától 23 km-re keletre, községközpontjától 2 km-re nyugatra a Hegyvidéken a Lokvei-tó keleti partján fekszik.

## Története
1857-ben 350, 1910-ben 292 lakosa volt. 1920-ig Modrus-Fiume vármegye Delnicei járásához tartozott. 2011-ben a falunak 269 lakosa volt.

## Lakosság

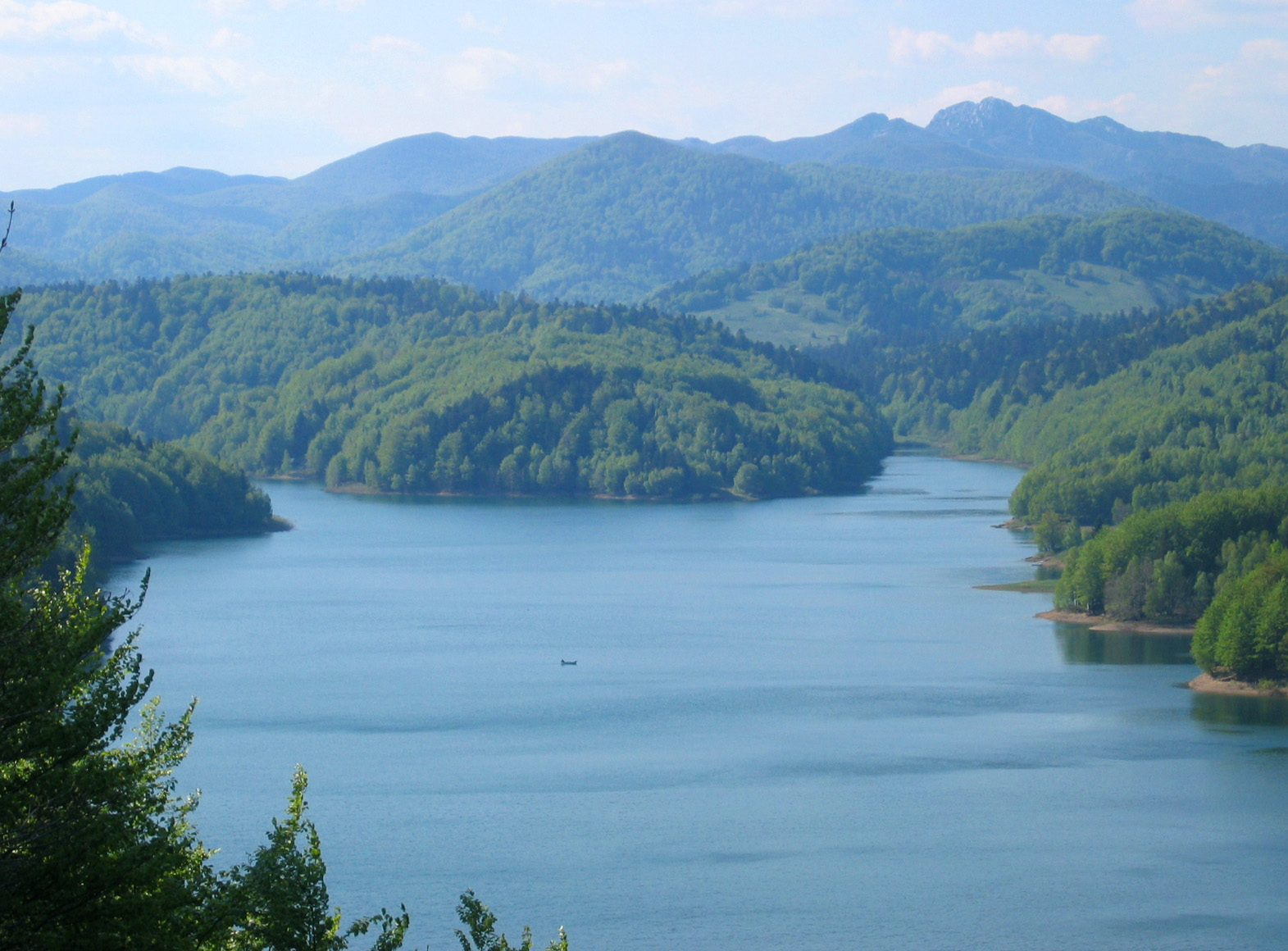
A Lokvei-tó

| Lakosság változása | Lakosság változása | Lakosság változása | Lakosság változása | Lakosság változása | Lakosság változása | Lakosság változása | Lakosság változása | Lakosság változása | Lakosság változása | Lakosság változása | Lakosság változása | Lakosság változása | Lakosság változása | Lakosság változása | Lakosság változása |
| ------------------ | ------------------ | ------------------ | ------------------ | ------------------ | ------------------ | ------------------ | ------------------ | ------------------ | ------------------ | ------------------ | ------------------ | ------------------ | ------------------ | ------------------ | ------------------ |
| 1857               | 1869               | 1880               | 1890               | 1900               | 1910               | 1921               | 1931               | 1948               | 1953               | 1961               | 1971               | 1981               | 1991               | 2001               | 2011               |
| 350                | 274                | 243                | 299                | 263                | 292                | 264                | 290                | 261                | 837                | 399                | 353                | 359                | 330                | 290                | 269                |

## Nevezetességei
Határában található a Lokvei-tó (Lokvarsko jezero), mely régebben az Ifjúsági-tó (Omladinsko jezero) nevet viselte azoknak az ifjúsági brigádoknak az emlékére akik 1952 és 1955 között építették a mesterséges tó létesítményeit.